# Mury Obronne w Lwówku Śląskim
Mury obronne (miejskie) w Lwówku Śląskim – ciąg podwójnego pierścienia murów miejskich wraz z budowlami o charakterze obronnym (m.in. bramami i basztami), otaczający niegdyś obszar całego Lwówka Śląskiego, którego większość odcinków została zachowana do dziś. W ciągu murów obronnych znajdują się wieże obronne: Baszta Bramy Lubańskiej i Baszta Bramy Złotoryjskiej. Mury obronne Lwówka Śląskiego należą do najciekawszych obiektów tego typu na Dolnym Śląsku. Ze względu na niespotykany podwójny układ murów obronnych Lwówek Śląski jest często nazywany polskim Carcassonne.

## Historia

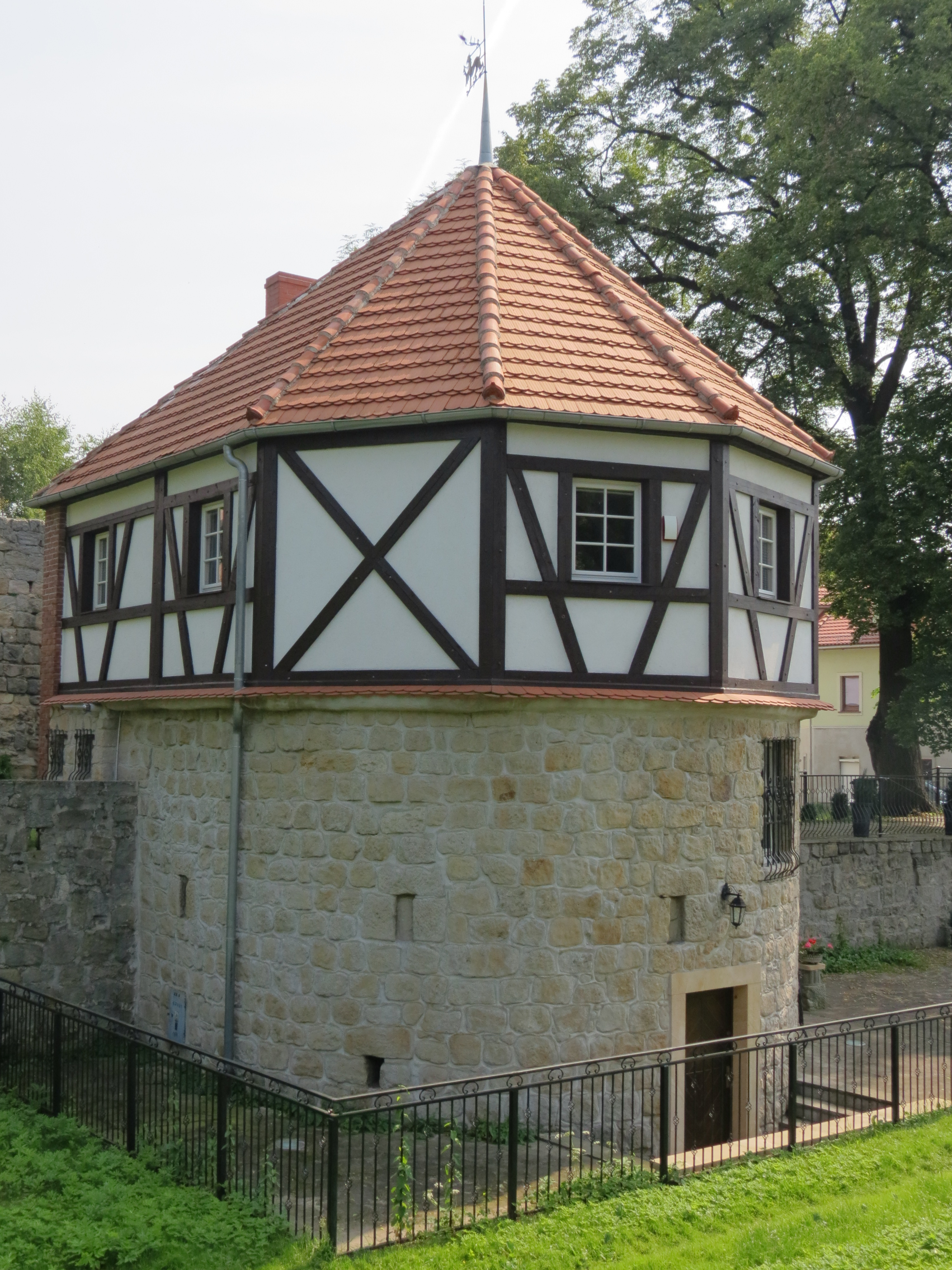
Basteja w ciągu niższego muru obronnego

Mury obronne Lwówka Śląskiego wznoszone były w dwóch etapach. W pierwszym, który rozpoczął się przed 1261 r., do ok. 1301 r. wybudowano pierścień wewnętrzny, w drugim (od ok. 1435 do ok. 1494 r.) postawiono pierścień zewnętrzny. Do miasta prowadziły wówczas trzy bramy: Lubańska, Złotoryjska i Bolesławiecka. W połowie XVI w. mury miejskie zostały przebudowane, a w 1643 r. częściowo zniszczone. Ponownie przystosowano je do celów militarnych w czasie wojen śląskich. Wewnętrzny pierścień muru składał się z 23 prostokątnych baszt łupinowych, z których zachowało się 15. W zewnętrznym pierścieniu wybudowanych było 11 półokrągłych bastei.
Do dziś w obrębie murów obronnych zachowała się brama Bolesławiecka z wieżą i Baszta Bramy Lubańskiej, której funkcje użytkowe przez wieki zmieniały się. W XVII w. znajdował się tu areszt. Następnie od czasów wojny siedmioletniej trzymano w niej proch dla miejscowego garnizonu. W latach 1744 – 1793 władze miasta wydały rozkaz wywieszenia na bramie tablic z nazwami karczm, w których podróżni mogli przenocować. W 1925 r. w wieży zorganizowano schronisko młodzieżowe, a następnie w 1946 r. umieszczono tu ewakuowane przez Niemców podczas odwrotu cenne zbiory m.in. książki z biblioteki uniwersyteckiej we Wrocławiu.
Na północ od Baszty Bramy Lubańskiej w latach 1934 – 1935 został odrestaurowany fragment muru z drewnianym gankiem. Druga z zachowanych baszt - Bolesławiecka, pochodzi w obecnej postaci z XVI wieku.

## Obiekty wzdłuż murów

### Parki
- skwer Józefa Piłsudskiego

### Hydrografia
- Rzeka Płóczka
- Fosa Miejska

### Inne
- Basteja Archonattiego